# Hemofilia B
La hemofilia B es un trastorno de la coagulación sanguínea hereditario, causado por la deficiencia de una proteína en el plasma denominada factor IX, que afecta la propiedad de coagulación de la sangre.

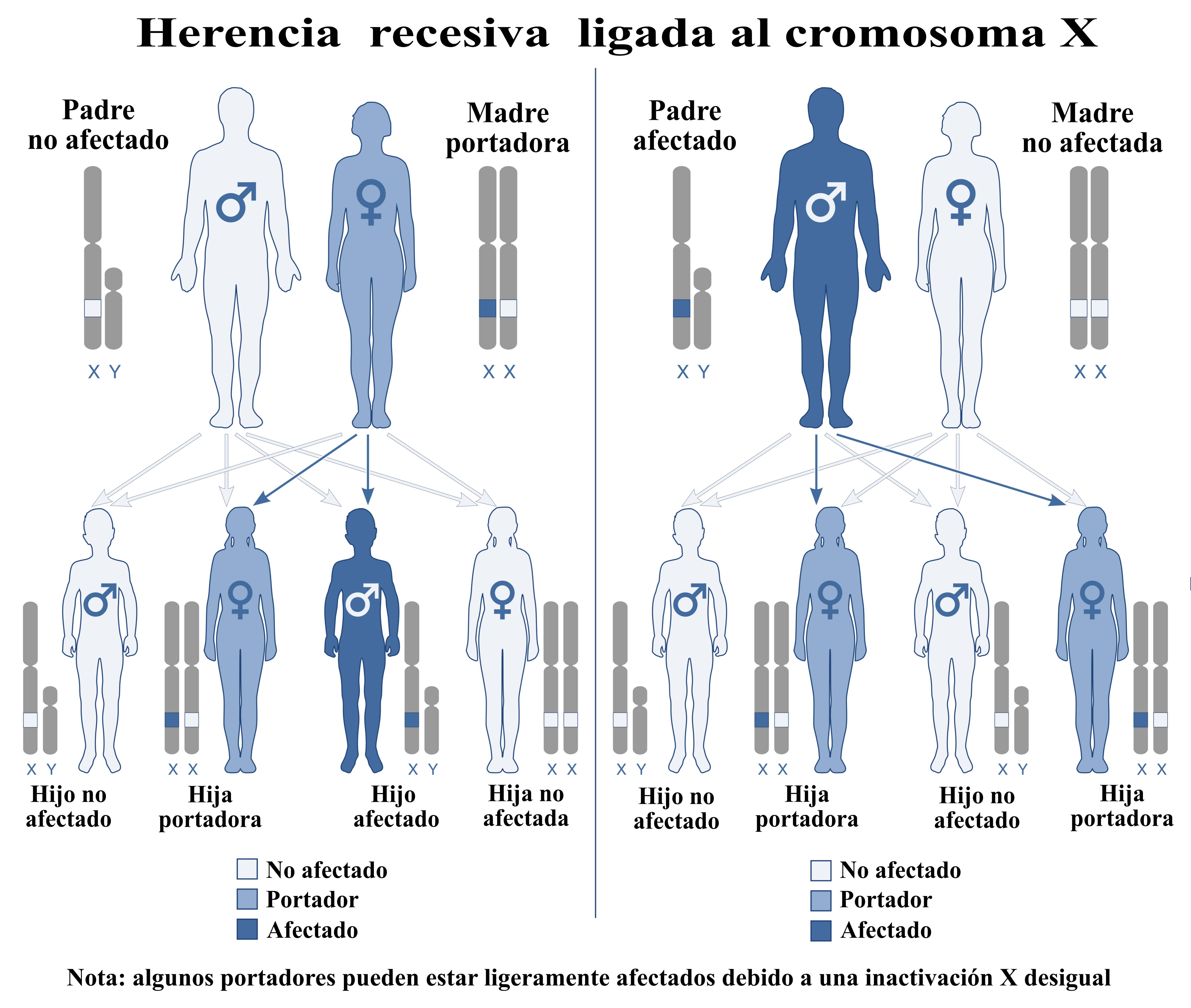
Herencia recesiva ligada al cromosoma X

La hemofilia es un trastorno hemorrágico hereditario de factores específicos de la coagulación que se clasifica en varios tipos, incluyendo hemofilia A y B, la primera es 7 veces más común que la segunda. La hemofilia B es causada por la deficiencia del factor IX de la coagulación.
Este trastorno es causado por un rasgo recesivo ligado al cromosoma X, donde se localiza el gen defectuoso. De esta manera, el trastorno se presenta principalmente en los varones. Las mujeres son portadoras de dos copias del cromosoma X, de modo que si el gen del factor IX en uno de los cromosomas es defectuoso, el otro puede compensar. Los hombres, sin embargo, portan únicamente un cromosoma X, de tal forma que si el gen del factor IX en ese cromosoma es defectuoso, el niño desarrollará la enfermedad.
Las mujeres con un gen defectuoso del factor IX son portadoras de este rasgo. El 50 % de la descendencia masculina de las mujeres portadoras tendrá la enfermedad y el 50 % de la descendencia femenina será portadora. Asimismo, todas las hijas de un varón hemofílico son portadoras del rasgo.
La gravedad de los síntomas puede variar en esta enfermedad y las formas graves se manifiestan en forma temprana. El sangrado es la característica más importante de este trastorno y ocurre algunas veces, aunque no siempre, si el niño es circuncidado. Otras manifestaciones hemorrágicas adicionales aparecen cuando el niño comienza a movilizarse.
Los casos leves pueden pasar inadvertidos hasta una edad posterior, cuando se presente un sangrado en respuesta a una cirugía o a un trauma. La hemorragia interna se puede presentar en cualquier sitio y es común el sangrado en el interior de las articulaciones (hemartrosis).
Los factores de riesgo son los antecedentes familiares de sangrado y el ser del sexo masculino. La incidencia de la hemofilia B es aproximadamente de 1 caso por cada 32 000 hombres.